# 세일즈포스닷컴

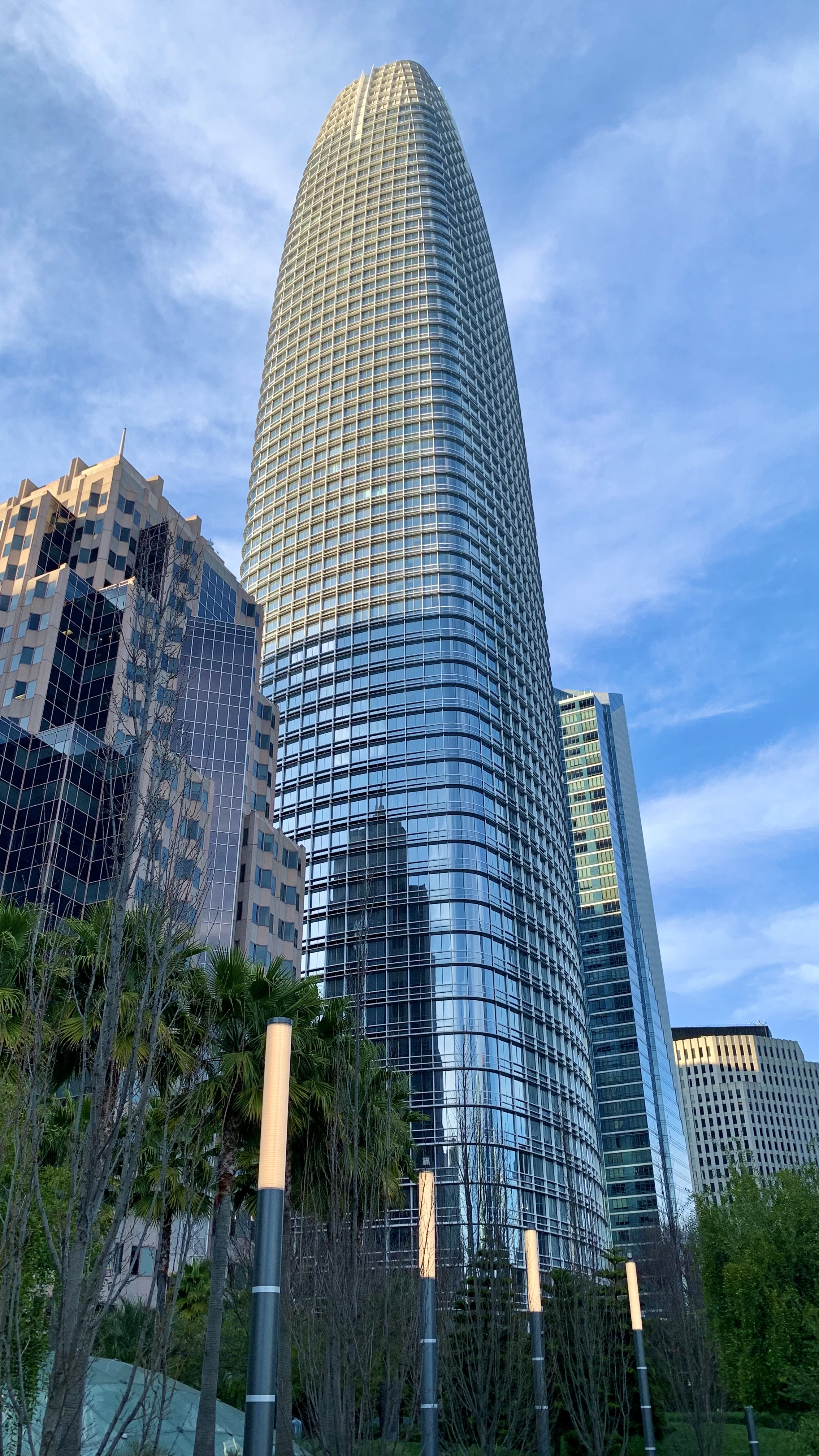
Salesforce 본사 세일즈포스 타워

세일즈포스(영어: salesforce.com, Inc.)는 고객 관계 관리 솔루션(CRM)을 중심으로 한 클라우드 컴퓨팅 서비스를 제공하는 기업이다. 기업들의 매출 증대와 업무의 원활한 진행을 위해 사업에 도움이 되는 다양한 소프트웨어들을 제공하고 있다.

## 설립
세일즈포스닷컴은 오라클사의 임원이었던 마크 베니오프(Marc Benioff)가 업무 애플리케이션을 웹 서비스로 제공한다고 하는 기치 아래 1999년 3월 8일에 설립하였다. 본격적인 SaaS 방식 클라우드 컴퓨팅 서비스를 제공하는 최초의 기업이라고 회자된다.

### 근황
세일즈포스닷컴은 캘리포니아주 샌프란시스코에 본사를 지어 더블린, 싱가포르, 도쿄, 서울의 여러 지역을 커버하는 지역 거점을 마련하고 있다. 그 외에 토론토, 뉴욕, 런던, 시드니, 샌머테이오 등에 주요 지사가 있다. 2008년 9월, 프레디맥(Freddie Mac)과 패니매이(Fannie Mae)가 빠지고, 패스티널(Fastenal)과 함께 S&P500를 구성하는 종목이 되었다.
세일즈포스닷컴 서비스는 16가지 언어로 이용 가능하고, 2010년 10월 31일 기준으로 세계적으로 87,200개사에 도입되어 200만명 이상의 사용자가 있다.
지금까지 영업 지원(SFA), 고객 관리(CRM) 소프트웨어의 SaaS 벤더로서 실적을 쌓아왔다. 하지만 최근에는 우체국 회사나 주식회사 패스트 리테일링을 시작으로, Force.com(PaaS)으로 커스텀 애플리케이션을 구축하는 사례가 늘어나면서, 서비스를 적용하는 업무의 폭이 확장되고 있다.
또한, Force.com에 대응되는 언어의 추가(VMForce(자바), 헤로쿠(루비)), Database.com)가 발표되는 등, 플랫폼 기업을 목표로 하는 것과 동시에 서비스의 오픈화를 추진하는 입장을 밝히고 있다.

## 제품 및 서비스
세일즈포스닷컴의 서비스는 모두 인터넷으로 제공되는 클라우드 컴퓨팅 모델이다. 서비스는 SaaS형 애플리케이션인 Salesforce CRM과, PaaS형 Force.com 플랫폼으로 나눌 수 있다.

### Salesforce CRM(SaaS형 CRM)
클라우드 컴퓨팅 모델의 통합 CRM(고객 관계 관리) 응용 프로그램이다. SFA(영업 지원 시스템), 마케팅, 서비스&지원, 대리점 관리, 모바일, 아이디어스, 콘텐츠 관리 응용 프로그램과 함께, G 스위트나 구글 애드워즈와 제휴 응용 프로그램도 제공한다. 기능 제약에 따라 5가지 판본(Edition)이 있다.

### 포스닷컴 플랫폼(PaaS)
포스닷컴은 클라우드 컴퓨팅 모델의 애플리케이션을 개발하기 위한 플랫폼이다. 인프라, 데이터베이스, 통합, 논리, 유저 인터페이스라고 하는, 클라우드 컴퓨팅 모델의 애플리케이션 개발에 필요한 요소를 갖추고 있다.
세일즈포스 CRM도 포스닷컴 위에 구축된 애플리케이션으로, 포스닷컴의 여러 기능을 이용한 것이다. 커스터마이즈나 다른 응용 프로그램과 통합하는 것도 가능하다. 높은 수준의 응용 프로그램을 개발할 때에는 자바와 유사한 포스닷컴 에이팩스 코드(Force.com Apex Code)라고 하는 독자적인 프로그램 언어를 이용한다. 사용자 인터페이스 개발에 이용되는 비주얼포스(Visualforce)는 자바서버 페이스(Java Server Faces)와 유사한 구문으로, HTML, Ajax, 아파치 플렉스에 대응된다.
구글 앱 엔진, 아마존 웹서비스, 페이스북 등, 클라우드 컴퓨팅 모델로 제공되는 플랫폼과의 제휴도 지원한다. 기능 제약에 따라 3가지 판본(Edition)이 있다.

### AppExchange
AppExchange는 SaaS형 애플리케이션 시장으로, 2005년에 발표되었다. 외부 개발자 등에 의해서 개발된 유상 및 무상의 애플리케이션이 공개되고 있어 기존의 환경에 설치하여 이용할 수 있다. 2008년 9월 기준으로, 450개 이상의 ISV등에 의해 800개 이상의 애플리케이션이 탑재되고 있으며 설치 실적은 65,000본 이상이다.

### 지원 언어
세일즈포스닷컴의 서비스는 다음 16가지 언어를 지원한다.
한국어, 영어, 일본어, 네덜란드어, 스페인어, 독일어, 프랑스어, 이탈리아어, 포르투갈어, 러시아어, 타이어, 덴마크어, 간체 및 번체, 스웨덴어, 핀란드어

### Trust.salesforce.com
보안에 관한 정보나 서비스 가동 상황을 공개하고 있는 사이트이다. 현재 및 과거 30일간 시스템의 가동 상황을 열람할 수 있다.